# Compendium ferculorum, albo zebranie potraw
Compendium ferculorum, albo zebranie potraw – pierwsza zachowana polska książka kucharska, wydana w Krakowie w 1682 roku.
Krańcowe daty powstania książki to 1670–1677 rok. Następny egzemplarz po pierwodruku (1682) był wydany dopiero w 1730 r. W latach 1682–1821 opublikowano ok. 20 wydań Compendium ferculorum. Pierwsze dwa wydania były wydrukowane gotycką, często słabo odbitą czcionką. Ciekawe jest, że w kolejnych, nowszych egzemplarzach tej książki przepisy się nie zmieniały, ale zmieniano na różne sposoby tytuł, być może po to, by korzystała z niej większa liczba czytelników, z niższych warstw społecznych. Autor, Stanisław Czerniecki, był cenionym pisarzem i kuchmistrzem, a jego dzieło sławne do XIX w. W końcu XVII w. książka była nawet przełożona na język rosyjski (tłumaczenie w rękopisie), o czym wiadomo z artykułu brytyjskiego slawisty Henryego Leeminga A 17th Century Polish Cookery Book and its Russian Manuscript „Slavonic and East European Review” (1974), rękopis obecnie znajduje się w Rosyjskiej Bibliotece Państwowej w Moskwie. Później jednak jego przepisy staropolskie przez czytelników zostały uznane za niezrozumiałe.
Jej autorem był kuchmistrz wojewody krakowskiego Aleksandra Michała Lubomirskiego, Stanisław Czerniecki. Można się domyślić, że natchnieniem do stworzenia książki kucharskiej była atmosfera towarzyska na dworze. Autor nie tylko spisał swe przepisy, lecz też snuł wokół nich refleksje o smaku, guście i wrażliwości, dawał porady, dzielił się sekretami organizacji uczt i wymieniał niezbędne składniki. Dlatego też jego dzieło uważane jest za przekaz duchu sarmatyzmu.
Książka składa się z trzech rozdziałów i zawiera 333 przepisy, posiada regularną kompozycję. W części pierwszej opisano potrawy z mięsa innego niż ryby, w rozdziale drugim umieszczono przepisy na dania z ryb, można też wyczytać sposoby polskie robienia sosów do ryb. Ostatnia część dzieła zawiera receptury na potrawy mleczne. Rozdział trzeci w istocie poświęcony jest gotowaniu nie tylko potraw mlecznych, ale i przyrządzaniu pasztetów, tortów (nie zawsze słodkich) i ciast. Ta część nie jest tak spójna jak dwa poprzednie rozdziały i obejmuje już bardzo zróżnicowane potrawy.
Każda z trzech części, oprócz stu głównych przepisów, zawiera też tzw. additament (uzupełnienie), na który składa się po dziesięć kolejnych receptur, dotyczących dodatków do opisywanych wcześniej potraw. Zwieńczeniem każdego rozdziału jest tzw. sekret kuchmistrzowski. W pierwszym autor podawał 100 sposobów na przyrządzenie potraw mięsnych, a jako pierwszy znalazł się „Rosół polski”, nieuznawany jeszcze wtenczas za zupę, uznawano go za potrawę mięsną. Przed dokładnym opisem gotowania rosołu, Czerniecki wyliczył jeszcze szesnaście innych sposobów. W tym samym rozdziale umieścił „dziesięć additamentów" – spis zup („potazie"), uważanych przez autora za obce kulturze polskiej dania, „sekret pierwszy kuchmistrzowski" – jak przyrządzić kapłona w flaszy, czyli butelce, a także instrukcję o kuchmistrzu, w której wyjaśnia, że kuchmistrz – „kuchenny nauczyciel”, nie tylko gotuje, ale przede wszystkim reżyseruje uczty, które przypominają widowiska. Drugi rozdział zawierał 100 sposobów gotowania potraw rybnych i również additamenta – przeróżne marynaty do potraw rybnych i „sekret kuchmistrzowski”, w którym zdradza, jak przygotować szczupaka, którego jedna część jest gotowana, druga smażona, trzecia zaś pieczona. Trzeci rozdział poświęcony był potrawom różnym – mącznym, pasztetom, ciastom, majonezom, musztardom itp. Możemy w nim odnaleźć przykłady deserów: konfitury, owoce kandyzowane, biszkopty, ciasta oraz ciastka. Ten również zawierał „dziesięć additamentów" i „sekret trzeci kuchmistrzowski" – z którego ma się skorzystać chcąc poprawić stan zdrowia chorego, jest to bowiem receptura na specyficzną „miksturę” zrobioną z polewek wypuszczonych ze świeżo upieczonych mięs.  
Możemy też zauważyć, że w tamtych czasach często panował surowy, polski post, bardziej restrykcyjny niż dzisiejszy. 
Dzieło nosiło dedykację dla Heleny Tekli Lubomirskiej, żony Aleksandra Michała, u którego służył Czerniecki. W dedykacji Czerniecki zdradził, że służył na jej dworze aż przez trzydzieści dwa lata. Także z dumą zaznaczył fakt, że jego dzieło jest pierwszym tego rodzaju wydawnictwem w języku polskim.
W Compendium znajdziemy także przedmowę do czytelnika, w której autor wyjaśnił, że opisał „tylko to, z czym sam się stykał”, czyli napisał dzieło dzięki swemu doświadczeniu.
We wstępie do dzieła podkreślił przewagę kuchni polskiej nad kuchnią francuską i potępiał zapożyczenia kulinarne, takie jak dodawanie wina do potraw lub przygotowywanie mięs w panierce (co po jakimś czasie zaczęto uznawać za polski sposób kulinarny). Uznał on, że powinno się uczyć innych kuchni, by móc dogodzić gościom z zagranicznych państw. Niestety wbrew przypisaniu niektórym potraw polskości, Czerniecki przerabiał pewne przepisy zaczerpnięte między innymi z kuchni francuskiej, niemieckiej czy też czeskiej.
W 2009 roku nakładem Muzeum Pałacu w Wilanowie ukazała się edycja Compendium ferculorum zawierająca – oprócz opracowania tekstu – także obszerny wstęp, życiorys Czernieckiego, słownik terminów kulinarnych oraz szczegółowy indeks dań i produktów, oraz przedmowę Stanisława Lubomirskiego (członek rodziny Lubomirskich) i ilustracje z XVII, XVIII stulecia. Dzieło opracowali i wydali dr hab. Jarosław Dumanowski i mgr Magdalena Spychaj. Publikacja rozpoczęła edycje staropolskich książek kucharskich w serii „Monumenta Poloniae Culinaria".

## Charakterystyka kuchni opisanej przez autoraCompendium Ferculorum
Kuchnia, którą opisał kuchmistrz znacznie różni się od tej, uznawanej dziś za staropolską. Rzadko się używa wieprzowiny, najczęściej sięgano zaś po cielęcinę, wołowinę, drób, baraninę, ryby i ślimaki. Prawdziwy bigos nawet nie zawierał kapusty, a potrawy postne były bardzo kaloryczne, ponieważ zawierały dużo cukru i tłuszczu. Ważną idea kuchni staropolskiej było łączenie smaków słodkich i: słonych, kwaśnych, ostrych, lub wszystkich naraz. Czerniecki uważał, że powinno się podkreślać kontrast smaków.
Cukier zaś był najczęściej używany przez Czernieckiego jako dodatek do potraw warzywnych, mięsnych i rybnych. Także umieszczone zostały sposoby (aż 12) na wyrabianie różnych smakowych rodzajów cukru. 
Sporo uwagi w książce poświęcono przyprawom. Egzotyczne, ostre przyprawy jak: szafran, imbir, pieprz, cynamon, gałka i kwiat muszkatołowy, były często stosowane przez Czernieckiego.
Jednym z ulubionych przez autora produktów bogatego posiłku był kapłon, czyli kastrowany i tuczony kogut. W Compendium możemy znaleźć nie tylko wiele sposobów na przyrządzenie samego ptaka, ale odgrywał on też ważną rolę w przygotowywaniu rosołu.

## Tytuł
Compendium (łac.) – opracowanie czegoś, krótkie przedstawienie.
Ferculum (łac.) – potrawa, danie.
Stąd dzieło nosi nazwę Compendium ferculorum albo zebranie potraw.